# Annas Maamun
Annas Maamun (sinh ngày 17 tháng 4 năm 1940) là cựu chính trị gia người Indonesia hiện đang bị phạt tù vì tội tham nhũng, ông từng là thống đốc Riau từ tháng 2 đến tháng 9 năm 2014. Ông trước đây là nhiếp chính huyện Rokan Hilir từ năm 2006 đến 2014. Nhiệm kỳ thống đốc của ông kết thúc bởi một vụ bê bối tham nhũng, dẫn đến việc ông bị phạt tù sáu năm. Sau khi được trả tự do vào năm 2020, ông tiếp tục bị bắt vì một vụ hối lộ từ thời còn là thống đốc và bị kết án thêm một năm tù vào năm 2022.

## Đầu đời và học vấn
Maamun sinh ra tại Bagansiapiapi vào ngày 17 tháng 4 năm 1940, và ghi danh vào trường công lập ở đó. Ông cũng học tại các trường công lập ở Bengkalis, Tanjung Pinang và Padang.

## Sự nghiệp
Năm 1960, Maamun bắt đầu làm giáo viên cấp hai ở Bagansiapiapi, sau đó chuyển đến Padang và Pekanbaru trước khi trở thành công chức trong Bộ Nội vụ năm 1969. Năm 1970, ông được bổ nhiệm vào cơ quan quận của Bangko, ở Bagansiapiapi. Ông làm việc ở Bangko cho đến năm 1976, trước khi được bổ nhiệm các chức vụ khác ở Riau và trở lại Bangko vào năm 1986 để giữ chức vụ trưởng quận trong một thời gian ngắn. Ông tiếp tục thăng tiến trong bộ máy hành chính của tỉnh, cuối cùng được bầu làm thành viên của hội đồng địa phương huyện Bengkalis vào năm 1997 với tư cách là thành viên của đảng Golkar, bao gồm là diễn giả từ năm 1999 đến 2001. Ông chuyển đến hội đồng huyện Rokan Hilir vào năm 2001, trở thành diễn giả cho đến năm 2005.
Maamun tranh cử trong cuộc bầu cử địa phương tại Rokan Hilir vào năm 2006, đạt được 34,64% số phiếu bầu và chiến thắng trong cuộc đua năm ứng cử viên, và được bầu lại vào năm 2011. Ông tiếp tục tranh cử trong cuộc bầu cử thống đốc Riau năm 2013, đạt được 60,75% số phiếu bầu cùng với ứng cử viên liên danh Arsyadjuliandi Rachman. Ông tuyên thệ nhậm chức thống đốc ngày 19 tháng 2 năm 2014. Vào thời điểm đó, ông là thống đốc lớn tuổi nhất tại Indonesia.

### Bắt giữ
Vào ngày 25 tháng 9 năm 2014, Maamun bị Ủy ban Phòng chống Tham nhũng (KPK) bắt giữ tại Jakarta với cáo buộc nhận hối lộ liên quan đến chuyển đổi chức năng đất đai. Ông là thống đốc Riau thứ ba liên tiếp bị bắt vì tội tham nhũng. Vào ngày 24 tháng 6 năm 2015, Tòa án Chống tham nhũng Bandung đã kết án ông 6 năm tù và phạt 200 triệu Rupiah. Maamun kháng cáo lên Tòa án Tối cao, mức án tăng lên 7 năm. Sau đó, Tổng thống Joko Widodo đã ân xá cho ông giảm xuống còn 6 năm tù vào ngày 25 tháng 10 năm 2019 với lý do tuổi già.
Sau khi ra tù vào ngày 21 tháng 9 năm 2020, Maamun gia nhập Đảng Nasdem vào tháng 10 năm 2021. Tuy nhiên, ông tiếp tục bị KPK bắt giữ một lần nữa vào ngày 30 tháng 3 năm 2022 với cáo buộc hối lộ các thành viên cơ quan lập pháp tỉnh Riau để phê duyệt ngân sách năm 2015. Ông bị kết án một năm tù vào ngày 28 tháng 7 năm 2022.